# 5 Dywizjon Artylerii Przeciwpancernej

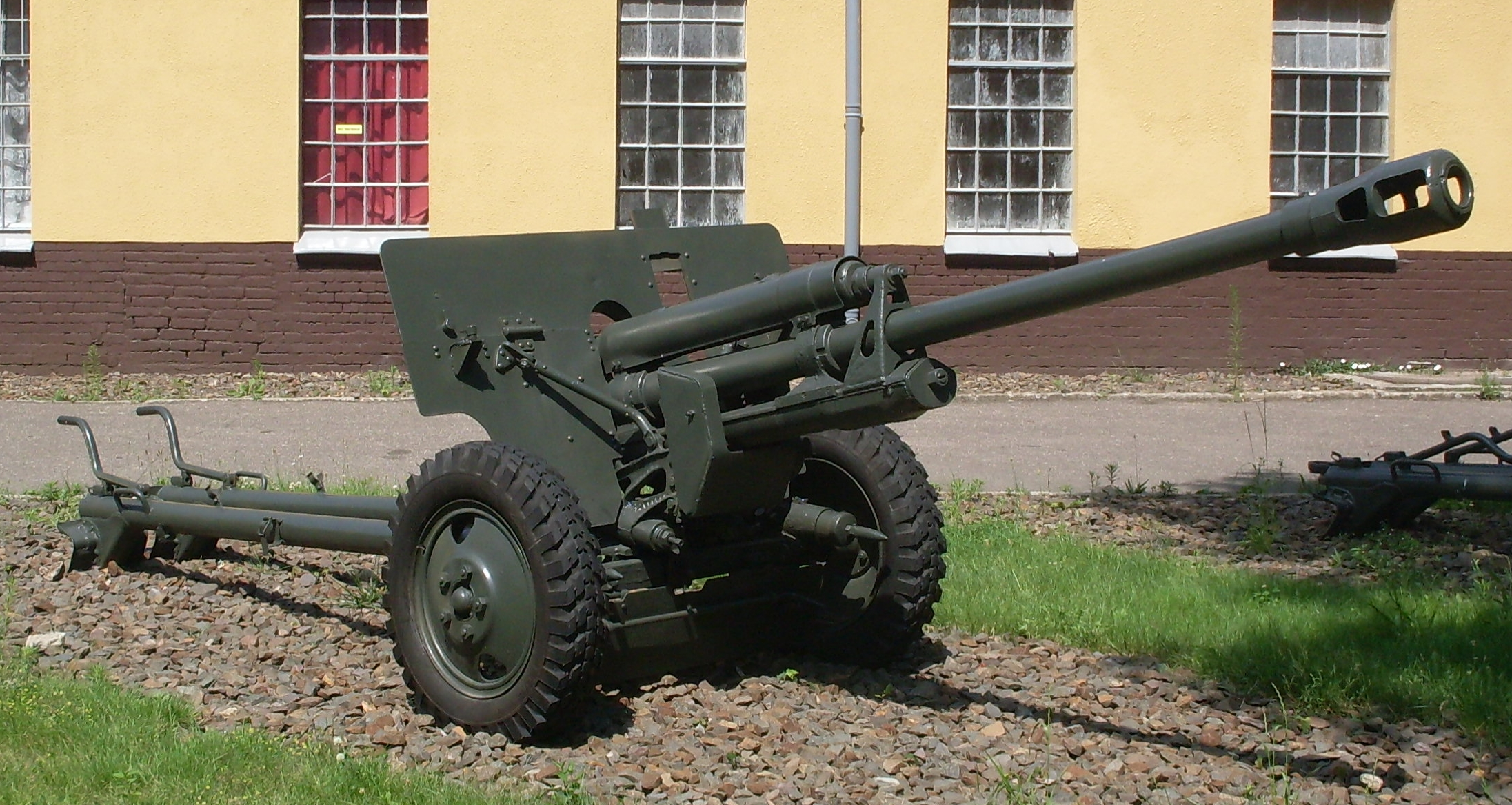
76 mm armata wz. 1942 (ZiS-3)

5 dywizjon artylerii przeciwpancernej (5 dappanc) – pododdział artylerii przeciwpancernej Wojska Polskiego.
Dywizjon został sformowany w 1945 roku, w składzie 6 Dywizji Piechoty. Stacjonował w garnizonie Nowy Sącz. W 1957 roku w Tarnowie dyon został rozformowany, a na jego bazie w garnizonie Kraków utworzono 5 dywizjon artylerii i włączono w skład 6 Pomorskiej Dywizji Powietrznodesantowej.

## Struktura organizacyjna według etatu Nr 2/79 z 1948 roku
- Dowództwo i sztab
- pluton dowodzenia
- trzy baterie armat przeciwpancernych
  - dwa plutony ogniowe po 2 działony

Stan etatowy liczył 164 żołnierzy. Na uzbrojeniu dyonu znajdowało się dwanaście 76 mm armat wz. 1942 (ZiS-3).